# Bernard Schriever

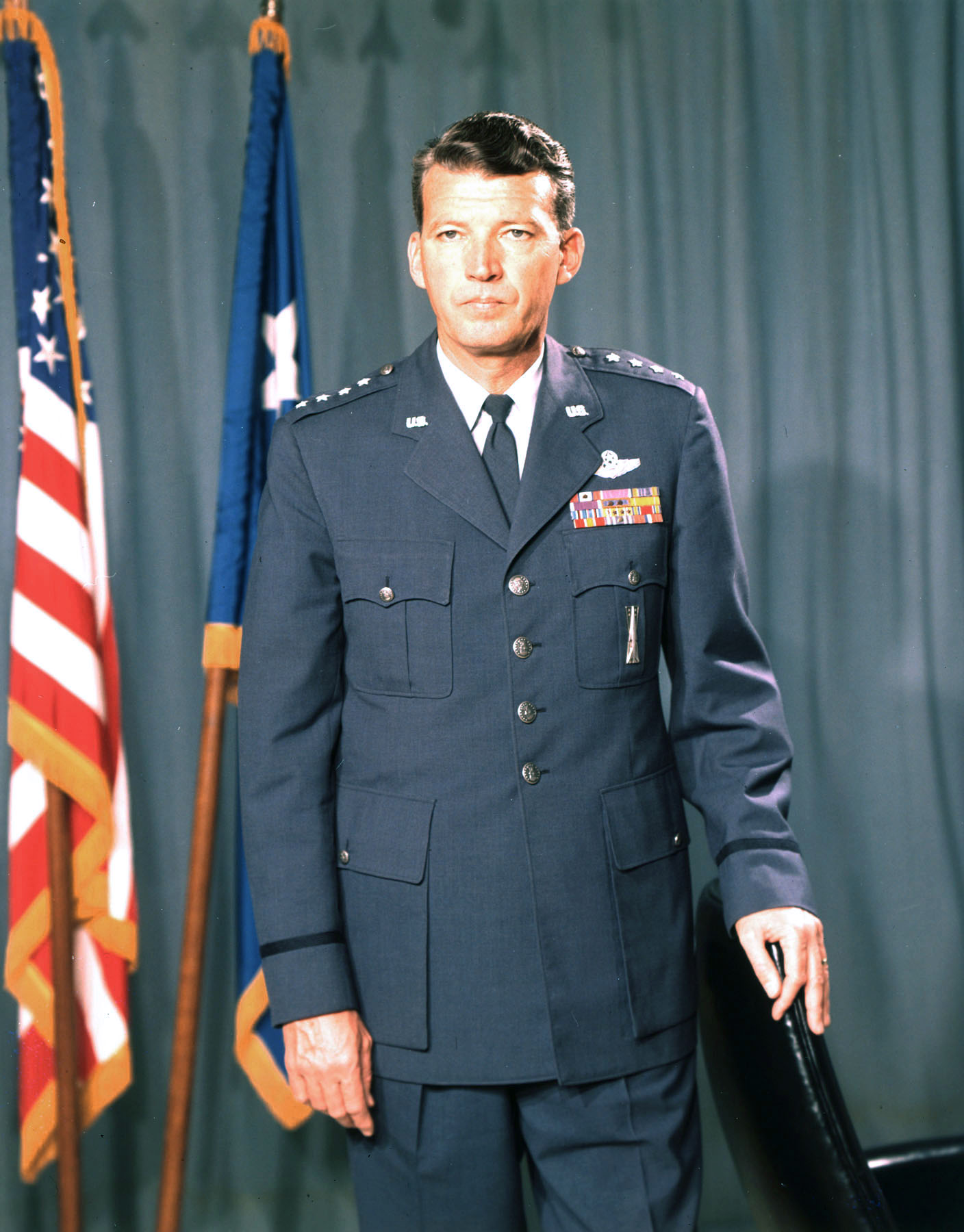
Bernard Schriever

Bernard Adolph Schriever (* 14. September 1910 in Bremen, Deutsches Kaiserreich; † 20. Juni 2005 in Washington, D.C., Vereinigte Staaten), genannt Bennie Schriever, war ein General der United States Air Force, der eine wesentliche Rolle in deren Raumfahrt- und ballistischen Raketen-Programmen spielte.

## Leben

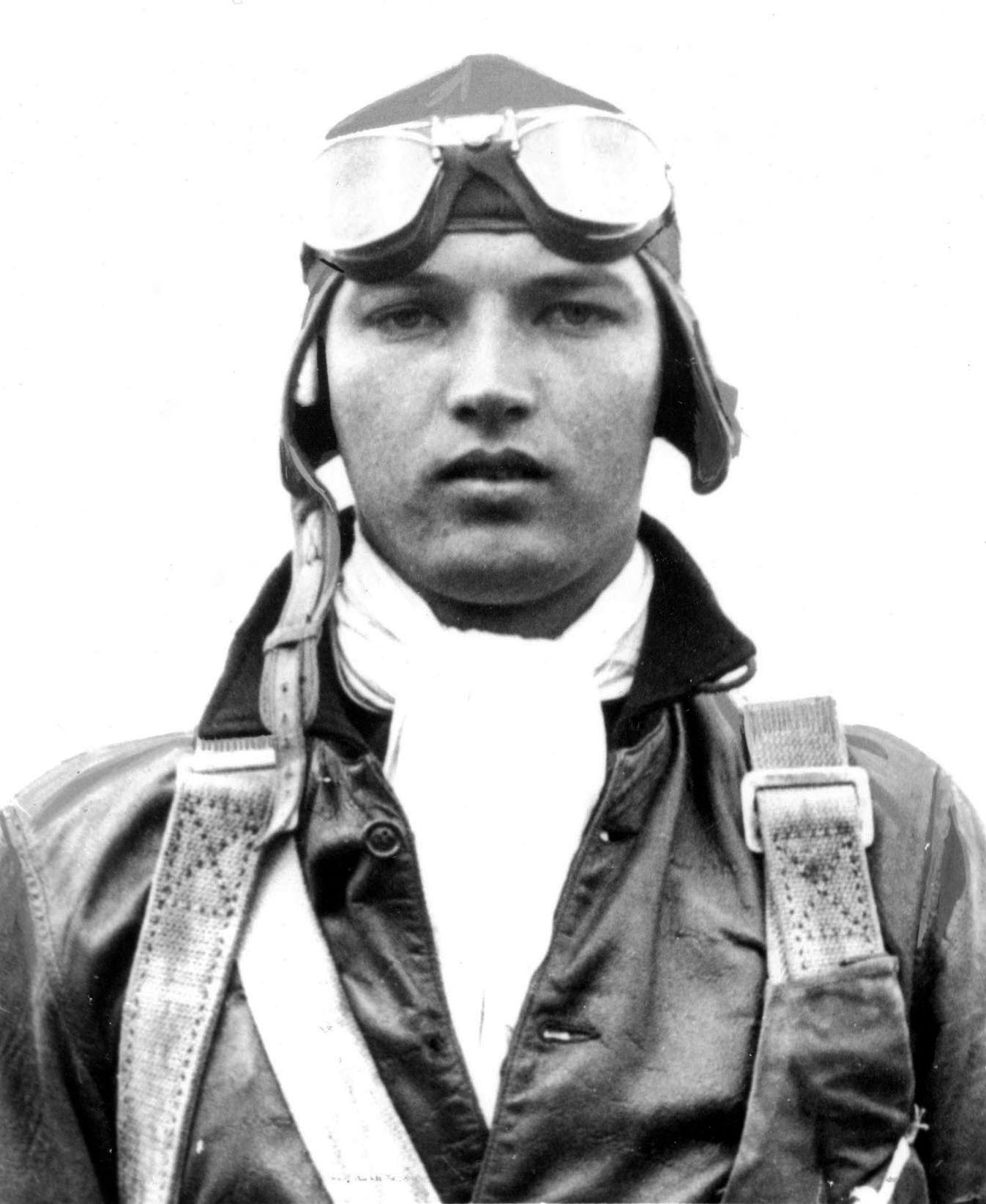
Als junger Pilot in den frühen 1930er Jahren

Schrievers Vater, Adolf, war Maschinist auf dem deutschen Ozeandampfer George Washington. Als das Schiff bei Kriegsausbruch im August 1914 in New York interniert wurde, blieb der Vater in den USA. Seine Mutter Elisabeth (geb. Milch) und der jüngere Bruder Gerhard folgten im Januar 1917 an Bord der niederländischen Noordam. 1923 erhielt er die amerikanische Staatsbürgerschaft.
Nach seinem Abschluss an der Texas A&M 1931 wurde er Leutnant der Reserve in der U.S. Army. Er wechselte zum United States Army Air Corps und erwarb seine Pilotenschwingen 1933. Auf eigenen Wunsch wurde er 1937 aus dem aktiven Dienst entlassen. Er arbeitete kurz als Pilot für Northwest Airlines, kehrte jedoch bereits 1938 zum Air Corps zurück.
Während des Zweiten Weltkriegs, im Juni 1942, erwarb Schriever an der Stanford University einen Master of Arts in Luft- und Raumfahrttechnik und wurde in die Southwest Pacific Area entsandt, wo er Einsätze als Bomberpilot flog, bis seine 19. Bomber-Gruppe 1943 in die USA zurückverlegt wurde. Schriever blieb in Australien als Leiter der Abteilung für Wartung des Fifth Air Force Service Commands. Nach Kriegsende wechselte Schriever ins Hauptquartier der United States Army Air Forces im Pentagon als Leiter der Wissenschaftlichen Verbindungs-Abteilung.
1954 wurde Schriever Leiter der Western Development Division (WDD), einer Behörde, welche die Entwicklung von Interkontinentalraketen steuern sollte. Unter seiner Aufsicht entstanden die Atlas-, Thor-, Titan- und Minuteman-Raketen. 1959 wurde Schriever Kommandeur des Air Research and Development Command (ARDC) und übernahm 1961 das Air Force Systems Command. 1966 ging er in den Ruhestand. 1998 wurde die Falcon Air Force Base zu seinen Ehren in Schriever Air Force Base (seit 2021 Schriever Space Force Base) umbenannt.
Am 3. Januar 1938 heiratete er im Washingtoner Haus von Henry H. Arnold Dora Devol Brett (1916–2001). Aus der Ehe stammen die Kinder Lt. Col. Brett Schriever, Dodie Schriever Moeller und Barbara Schriever Allan. Die Ehe wurde 1997 geschieden. Von Oktober 1997 bis zu seinem Tod war er in zweiter Ehe mit der ehemaligen Sängerin Joni James verheiratet.